# Six Flags Darien Lake
Six Flags Darien Lake is een attractiepark in Darien, New York in de Verenigde Staten, dat eigendom is van EPR, maar beheerd wordt door Six Flags.

## Geschiedenis

### Ontstaan
In de jaren zestig van de twintigste eeuw bouwde Paul Snyder een kampeerplaats en picknickplaats om het nieuwe meer. Er werd onder meer ook een skatepark en een honkbalveld gebouwd. In de jaren zeventig werd het park steeds meer een pretpark, beginnend bij de aanleg van waterglijbanen. Begin jaren 80 van de twintigste eeuw stond het park bekend als Darien Lake Fun Country. Snyder ging een samenwerking aan met attractiebouwer Huss uit Duitsland, het bedrijf dat in 1982 Viper, de eerste grote achtbaan van het park, bouwde.

### Funtime Parks (1983-1995)
In 1983 werd het park voor de helft verkocht aan Funtime Parks, dat Fun Country uit de naam schrapte en verder ging met de naam Darien Lake. Het daaropvolgende jaar werd het eerste entertainment geïntroduceerd in het park. Van de jaren 80 tot in het begin van de jaren negentig van de twintigste eeuw werden een waterpark, een lasershow en een vuurwerkshow aan het park toegevoegd. Ook werden er elk jaar nieuwe attracties gebouwd. Dit alles leidde tot een jaarlijkse stijging van de bezoekersaantallen.

### Premier Parks (1995-1998)
In 1995 werd Funtime Parks gekocht door Premier Parks. Premier Parks startte direct met het geschikter maken van het park voor families. Ook werden midgetgolf en verschillende nieuwe achtbanen geïntroduceerd.

### Six Flags Darien Lake (1998-2007)
Premier Parks nam in 1998 de resterende 49% aandelen in Six Flags over van Time Warner Entertainment en kreeg zo 100% van het bedrijf in handen. Vanaf het seizoen van 1999 kreeg Darien Lake de nieuwe naam Six Flags Darien Lake.
Six Flags kreeg geldproblemen en attracties werden gesloten of zelfs weggehaald. In 2006 was Darien Lake minder lang geopend en in hetzelfde jaar werd het park samen met 8 andere parken te koop aangeboden. In 2007 kocht PARC Management zeven parken die Six Flags te koop had gezet, waaronder Darien Lake, en de andere twee parken werden uit de verkoop gehaald.

### CNL & PARC Management (2007-2010)
PARC Management ging een contract aan met CNL, waarin geregeld was dat het park eigendom was van CNL, maar dat het werd geleased en dus beheerd door PARC Management. Eind 2010 ontbond CNL het contract.

### CNL & Herschend Parks and Family Entertainment (2011-2014)
In 2011 werd bekendgemaakt dat Herschend Parks and Family Entertainment de dagelijkse leiding van Darien Park op zich ging nemen, nadat CNL het contract met PARC Management eerder al had beëindigd.

### CNL/EPR Properties & Premier Parks, LLC (2014-2018)
In 2014 nam Premier Parks LLC het leasecontract met betrekking tot Darien Lake over van Herschend Family Entertainment.
In 2017 nam EPR Properties het park over van CNL Lifestyle Properties. Premier Parks, LLC liet weten dat er door de verkoop niets zou veranderen aan het personeel of de werkzaamheden.

### EPR Properties & Six Flags Darien Lake (2018-heden)
Six Flags kocht in mei 2018 de leaserechten voor Darien Lake en 4 andere parken. Door deze aankoop komt Darien Lake voor de tweede keer in handen van Six Flags. Vanaf seizoen 2019 krijgt het park opnieuw de naam Six Flags Darien Lake.

## Attracties

### Achtbanen
| Afbeelding | Naam                       | Opening   | Achtbaantype             | Merk             | Lengte   | Hoogte | Snelheid   |
| ---------- | -------------------------- | --------- | ------------------------ | ---------------- | -------- | ------ | ---------- |
|            | Boomerang Coast To Coaster | 16-5-1998 | Stalen achtbaan          | Vekoma           | 285m     | 35,5m  | 75,6 km/u  |
|            | Mind Eraser                | 17-5-1997 | Stalen hangende achtbaan | Vekoma           | 689m     | 33,3m  | 80 km/u    |
|            | Moto Coaster               | 3-5-2008  | Stalen achtbaan          | Zamperla         | 365,2m   | 13,4m  | 61,2 km/u  |
|            | Predator                   | 5-1990    | Houten achtbaan          | Dinn Corporation | 1.036,3m | 29m    | 80,5 km/u  |
|            | Viper                      | 5-1982    | Stalen achtbaan          | Arrow Dynamics   | 944,9m   | 36,9m  | 80,5 km/u  |
|            | Hoot N Holler              | 1981      | Stalen (kinder)achtbaan  | zierer           | 60,2m    | 3,3m   | 26 km/u    |
|            | Ride of Steel              | 15-5-1999 | Stalen achtbaan          | Intamin AG       | 1645,9m  | 63,4 m | 117,5 km/u |
|            | Tantrum                    | 25-5-2018 | Stalen achtbaan          | Gerstlauer       | 380m     | 30m    | 85 km/u    |

| Naam                      | Opening | Gesloten | Achtbaantype    | Merk        | Lengte | Hoogte | Snelheid |
| ------------------------- | ------- | -------- | --------------- | ----------- | ------ | ------ | -------- |
| Nightmare at Phantom Cave | 1996    | 1998     | Stalen achtbaan | Schwarzkopf | 538m   | 13,5m  | 50 km/u  |

### Andere attracties
| Spannende attracties                                            | Waterparkattracties | Waterattracties                 | Familieattracties | Kinderattracties | Overige attracties |
| --------------------------------------------------------------- | --- | ------------------------------- | --- | --- | --- |
| - Rolling Thunder - Red Hawk - Slingshot - Twister - Blast Off! | - RipCurl Racer - Brain Drain - Big Kahuna - Crocodile Isle Wave Pool - Flotation Station Lazy River - Hook's Lagoon - Swirl City Slide Complex Turbo Twins - Tornado | - Grizzly Run - Shipwreck Falls | - Rowdy's Heave Ho! - Hornet's Nest - Moose on the Loose - Midway Marina - Corn Popper - The Giant Wheel - Grand Prix Speedway - Grande Carousel - Haymaker - Lasso - Pirate - Rock Climbing Wall - Silver Bullet - Sleighride - Tin Lizzy's - Bear Valley Bumper Buggies - Scrambler | - Beaver Dam Explorer - Bucky's Barrels - Chucky's Mud Buckets - Critter Chase - Darien Lake Railway - Raccoon Rally - Tree Stump Turnpike - Wally's Weather Balloons - Woody's Whirlers | - Grand Theater - Gazebo Stage - Big Boulder Arcade - Ignite the Night - Midway Games - Fascination - Lakeview Arcade - Batting Cages - Ladder Climbing Challenge - Slapshot - Soccer Darts - Cannon Ball Run - Mister Twister - Beaver Brothers Showplace |

## Incidenten
- Op 26 juli 1987 overleden drie kampeerders doordat de bliksem insloeg in hun tent bij Darien Lake.[22]
- Op 16 mei 1999 werd Michael Dwaileebe (165kg) gelanceerd uit de Superman - Ride of Steel, doordat hij de veiligheidsstang niet correct kon vastzetten. Dit incident gebeurde op de tweede dag dat deze attractie open was. Michael klaagde Six Flags (waar het park als Six Flags Darien Lake onderdeel van was) en Intamin AG (bouwer van attractie en instructeur van het personeel) aan en won de rechtszaak.[23]
- Op 6 september 2009 werd het lichaam van de vermiste 33-jarige William Sutherland uit Bradford, Pennsylvania gevonden in Sunshine Lake in het park. Hij raakte de avond ervoor vermist na een concert in het park.[24]
- Op 8 juli 2011 viel de 29-jarige Irak-veteraan James Thomas Hackemer, die tijdens de oorlog beide benen is verloren door een bermbom, uit de achtbaan Ride of Steel in het park en stierf.[25][26]